# 阿塞拜疆足球協會
阿塞拜疆足球協會（簡稱AFFA）是阿塞拜疆足球运动的管理机构，負責管轄阿塞拜疆各級別足球聯賽、阿塞拜疆盃、阿塞拜疆超級盃及各級別男女子的國家足球隊，足協總部設於首都巴庫。

## 外部連結
- 阿塞拜疆足球協會官方網站 （页面存档备份，存于）